# Gaststätte Zum deutschen Haus (Dortmund)

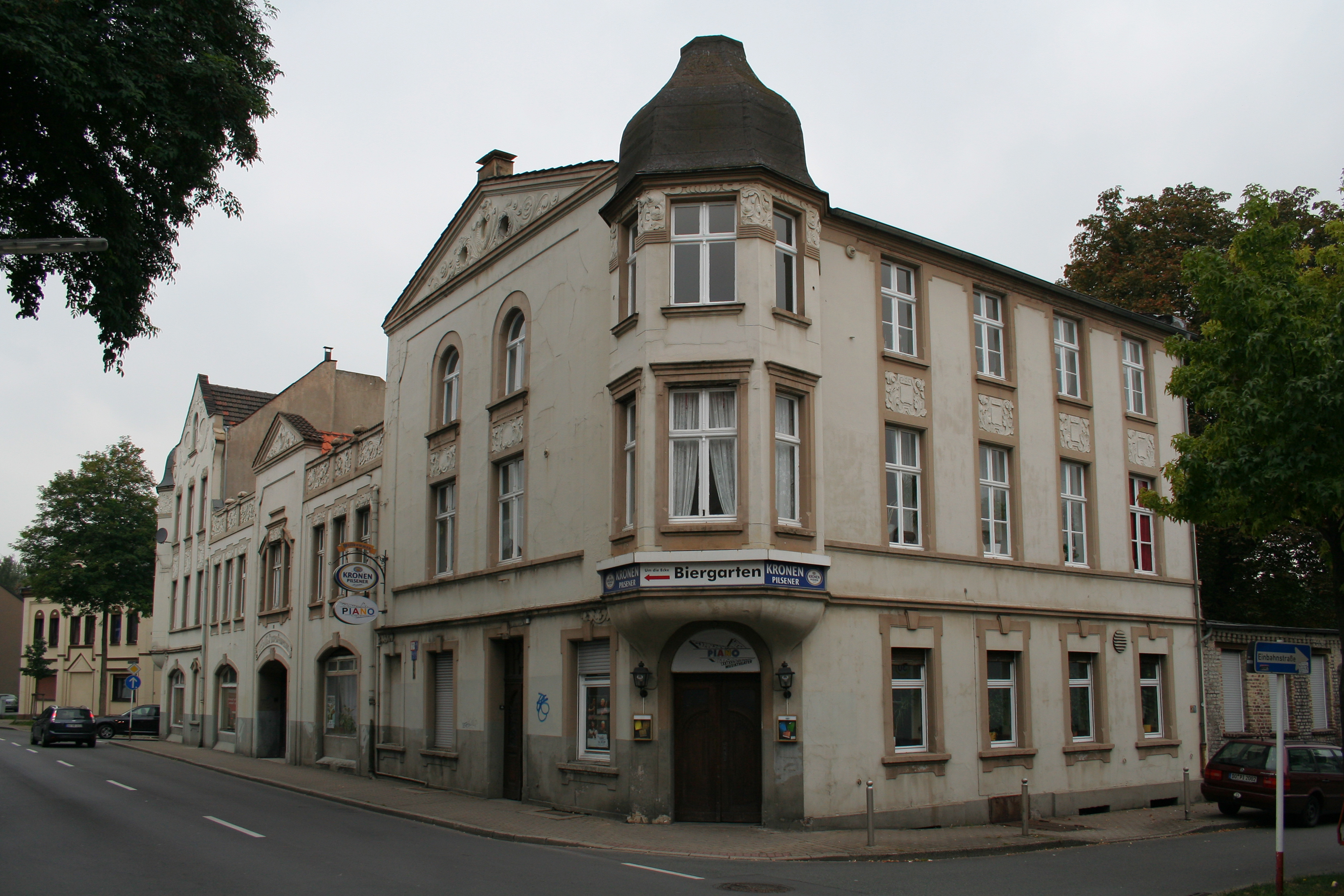
Gebäude der ehemaligen Gaststätte

Die ehemalige Gaststätte Zum deutschen Haus ist ein Wohn- und Geschäftshaus in Dortmund-Lütgendortmund, Lütgendortmunder Straße 43. Es ist als Baudenkmal in die Denkmalliste der Stadt Dortmund eingetragen.

## Geschichte
1873 wurde der östliche Teil des Bauwerks als Bäckerei und Gasthaus „Zum deutschen Haus“ mit einem spätklassizistischen Giebel errichtet. 30 Jahre später wurde die prosperierende Gastwirtschaft erweitert und die ursprüngliche Bäckerei wurde aufgegeben. Im Inneren des Bauwerks wurde ein neuer großer Saal mit Bühne und Balkon errichtet.
Ende der 1950er-Jahre ging die Nachfrage im Gastronomiebetrieb zurück, deshalb wurde ab den 1970er-Jahren ein Teil des Anwesens als Studentenwohnheim genutzt. Heute beherbergt das Gebäude das Musiktheater Piano und neben der Bar auch Wohnungen.